# Leen Wouters
Leen Wouters (1978)  is een Vlaamse politica voor de N-VA.

## Levensloop
Wouters groeide op in Wijnegem als dochter van een tandarts. Beroepshalve is ze actief als preventieadviseur, facility en office manager bij uitgeverij Van In, in Wommelgem.
Na de gemeenteraadsverkiezingen van 2012 werd ze schepen van financiën, wonen, communicatie en lokale economie. Ook na de verkiezingen van 2018 bleef ze schepen in Wijnegem. Bij het begin van de legislatuur 2019-2024 werd binnen de partij afgesproken dat burgervader Ivo Wynants halfweg de fakkel zou doorgeven aan eerste schepen Wouters. Door de pensionering van zijn vrouw werd dit echter met enkele maanden vervroegd.
Op 25 augustus 2021 legde ze in het Antwerpse Provinciehuis de eed af als eerste vrouwelijke burgemeester van Wijnegem. Bij de gemeenteraadsverkiezingen van oktober 2024 besloot ze niet meer op te komen als kandidaat-burgemeester. Na het aflopen van haar burgemeesterschap werd ze in december 2024 schepen van lokale economie, mobiliteit, financiën en gezondheid onder haar opvolger Tom Tachelet.
Wouters is moeder van twee dochters.